# سرخ‌پوست وحشی
سرخ‌پوست وحشی (به انگلیسی: Wild Indian) فیلمی محصول سال ۲۰۲۱ و به کارگردانی لیل میچل کوربین جونیور است. در این فیلم بازیگرانی همچون مایکل گری‌آیس، چاسک اسپنسر، جسی آیزنبرگ، کیت باسورث و اسکات هیز ایفای نقش کرده‌اند.